# Rafolče
Rafolče je naselje v Občini Lukovica.